# Pierre-Thiébaut-Charles-Maurice Janin

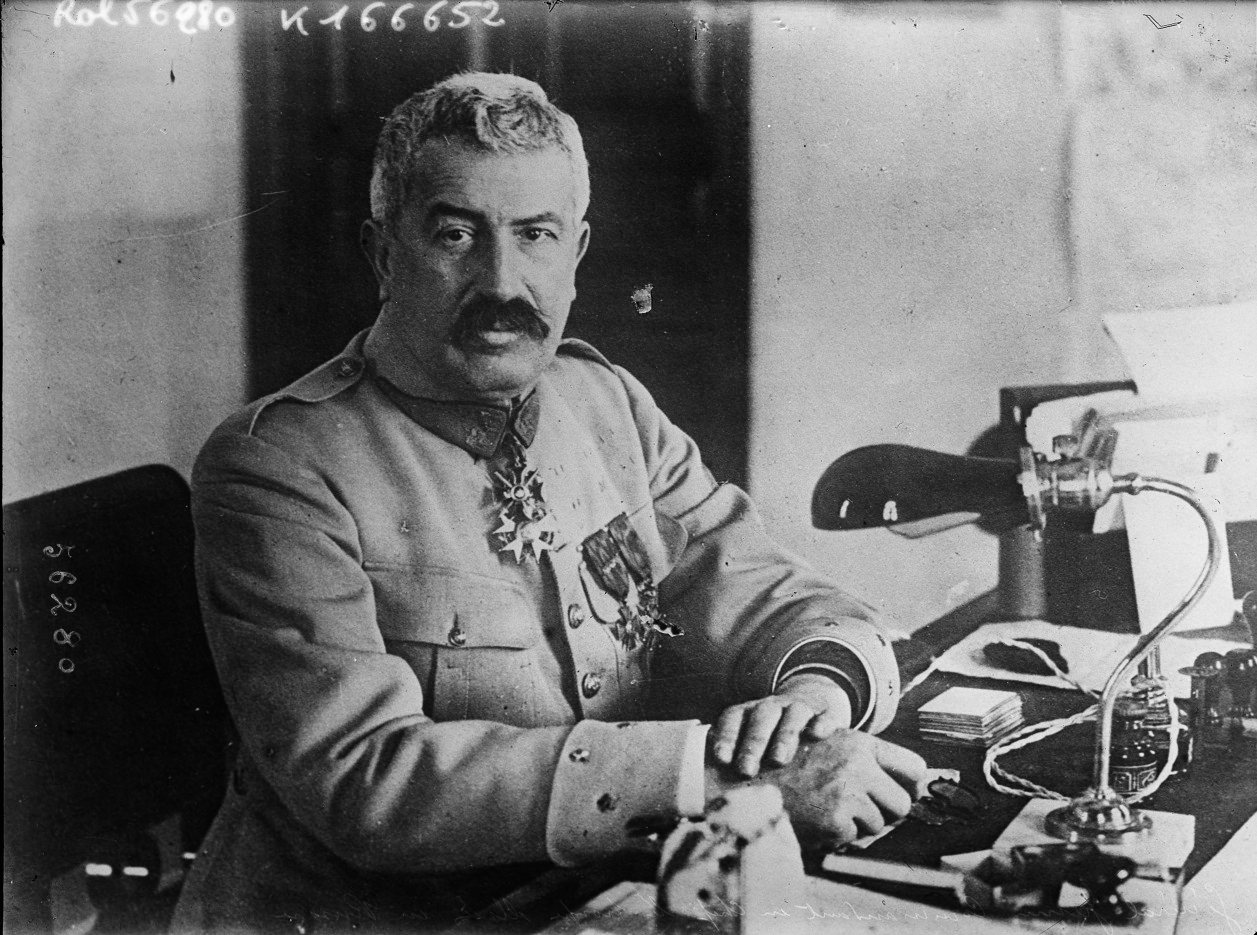
Général Maurice Janin

Pierre-Thiébaut-Charles-Maurice Janin (Parigi, 19 ottobre 1862 – Parigi, 28 aprile 1946) è stato un generale francese.

## L'inizio della carriera militare
Pierre-Thiébaut-Charles-Maurice Janin nacque a Parigi il 19 ottobre 1862. Studiò presso l'École spéciale militaire de Saint-Cyr. Nel 1893 divenne addetto presso la delegazione militare russa in visita in Francia. Più tardi si diplomò presso l'accademia Militare di Mosca. Partecipa a parecchie visite ufficiali in Russia di cui un soggiorno in 1912 in qualità di istruttore presso l'accademia militare San Nicola dello Stato Maggiore Generale di San Pietroburgo. All'inizio della Prima Guerra mondiale, combatte alla testa di una brigata sulla Marna e sull'Yser, venendo poi chiamato presso lo Stato Maggiore. Venne promosso generale il 20 aprile 1916. In quello stesso anno il generale Janin è nominato capo della missione militare francese in Russia.

## Guerra in Siberia
Il 24 agosto 1918 il maresciallo Ferdinand Foch lo nomina comandante in capo delle forze alleate in Russia e gli assegna la missione di imbarcare le truppe ceche, presenti sul territorio russo, verso l'Europa. La Legione cecoslovacca era allora composta da circa 70 000 uomini. Si trattava di vecchi prigionieri di guerra di origine ceca e slovacca liberati da Kerensky dopo la rivoluzione del febbraio 1918, collocati sotto il comando francese dopo un accordo militare tra il Consiglio Nazionale cecoslovacco ed il governo francese. La richiesta del rimpatrio in Europa delle forze cecoslovacche diventa, nel giugno 1918, il fattore determinante dell'intervento alleato in Siberia.
In quello stesso periodo Winston Churchill designa il maggiore-generale Sir Alfred William Fortescue Knox alla testa della missione militare britannica in Siberia. Quest'ultimo agisce quasi sistematicamente in modo autonomo senza consultare preliminarmente i suoi omologhi alleati. Il generale Janin, che assume il suo comando troppo in ritardo, in effetti non controlla che il battaglione francese e le forze cecoslovacche. Egli ed il suo collaboratore, il generale cecoslovacco Štefánik, sono destinati ad operare nell'area ad ovest del lago Bajkal. La missione militare francese comprendeva duecentocinque tra ufficiali e sottufficiali e novecento soldati.
Il 18 novembre 1918 il Direttorio, generato della coalizione dei governi bianchi di Omsk e di Samara, viene liquidato da un colpo di Stato e sostituito da una dittatura militare. Su proposta del Consiglio dei Ministri, l'ammiraglio Aleksandr Vasil'evič Kolčak è dichiarato capo supremo di tutte le Russie. Il 16 dicembre 1918 il generale Janin arriva ad Omsk. In disaccordo con Kolčak, Janin si dimette della sua posizione di comandante in capo delle forze alleate per dedicarsi al solo corpo d'armata cecoslovacco. A quel tempo Janin era convinto che gli inglesi avessero installato in quella posizione Kolčak per servire solamente i propri interessi. Nel suo rapporto del 19 dicembre scrive, a proposito del governo di Omsk: "un amiral d'un grand prestige l'a remplacé grâce à l'obligeance d'un anglais qui a bien voulu lui tenir l'étrier. Mais sera-t-il meilleur cavalier? Tout est là". Da allora le relazioni tra Kolčak e Janin non smetteranno di deteriorarsi, malgrado l'intervento diplomatico di Paul Pelliot.

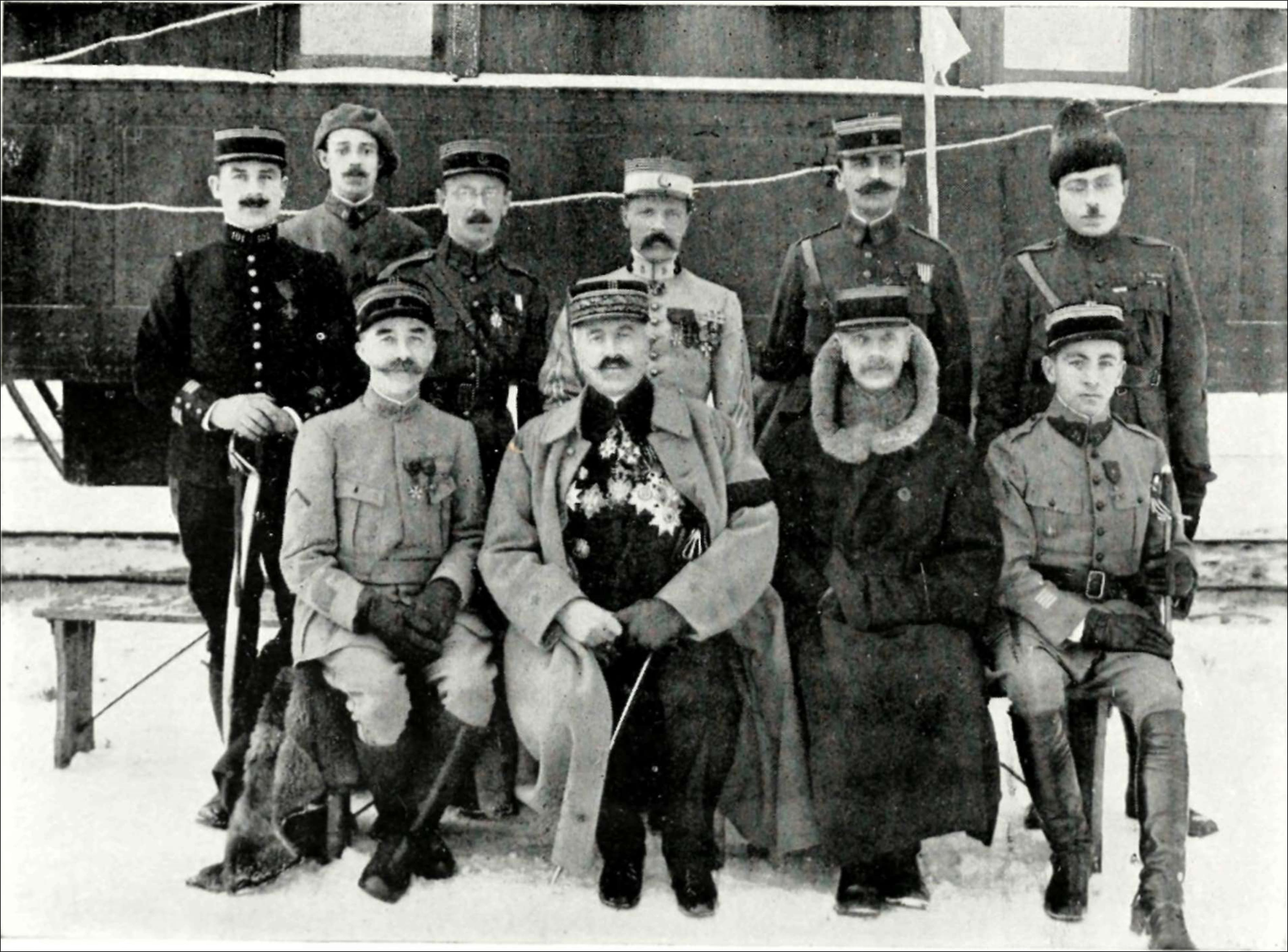
Il generale Janin insieme ai membri della missione militare francese in Siberia.

## Il tradimento di Kolčak
All'inizio dell'inverno del 1919 le forze bolsceviche contrattaccarono ed iniziarono la loro marcia verso est. Gli eserciti bianchi siberiani, in crescente dissolvimento, opposero solamente una debole resistenza. Le forze alleate, tra di cui il generale Janin, i Bianchi e numerosi civili, lasciarono Omsk ammucchiandosi sui convogli sulla linea Transiberiana. Il 14 novembre 1919 l'esercito sovietico entrò ad Omsk. Le relazioni tra Kolčak e i soldati cecoslovacchi che possiedono il controllo delle stazioni e della ferrovia Transiberiana diventano pessimi. Ben presto il treno dell'ammiraglio si ritrova immobilizzato prima a Nižneudinsk e poi a Glaskov, alla periferia di Irkutsk. Il 6 gennaio 1920 Kolčak si dimette dalla sua posizione di comandante supremo in favore del generale Denikin, mettendosi sotto la protezione delle forze alleate. Diventato incontrollabile, il corpo d'armata cecoslovacco sosteneva già da parecchi mesi i differenti sollevamenti rivoluzionari socialisti che scuotevano la Siberia. Il 16 gennaio, 1919 due ufficiali cechi salirono sul treno di Kolčak e lo arrestarono, consegnano successivamente alle autorità locali formate da menscevichi e rivoluzionari socialisti. I cechi dichiararono di agire su ordine del generale Janin.
Kolčak, consegnato ai bolscevichi, viene da questi fucilato il 7 febbraio 1920. Al momento dell'arresto dell'ammiraglio, il generale Janin, così come l'insieme dei comandi alleati, si trovava ad alcune centinaia di chilometri più ad est. Dopo questo fatto molte proteste vennero inviate a Janin che affermò di non avere avuto i mezzi per impedire la tragedia. In quello stesso mese di febbraio una dichiarazione del distaccamento cecoslovacco presente ad Irkutsk giustifica così l'arresto dell'ammiraglio Kolčak: "Nous avons livré au Centre Politique l'amiral Kolčak (...). L'amiral Kolčak ne pouvait compter recevoir aucun asile auprès des tchécoslovaques, contre lesquels il a commis un crime..." ( "Noi abbiamo consegnato al Centro Politico l'ammiraglio Kolčak... L'ammiraglio Kolčak non poteva pretendere di ricevere nessun asilo dai cecoslovacchi contro cui ha commesso un crimine...).

## L'ultima parte della carriera
Quando la notizia di ciò che era successo ad Irkutsk raggiunse Parigi, il governo francese sollevò il generale Janin dal suo comando e gli ordinò di ritornare in Francia. Il generale libero Charbin, nell'aprile 1920, era arrivato in Siberia portando tre valigie ed un bagaglio contenente 311 reliquie imperiali, dei documenti e le ultime fotografie della famiglia imperiale tenuta prigioniera nella villa Ipat'ev. Questi colli sono consegnati a Janin dal generale Dieterichs e da Pierre Gilliard, testimonianze degli ultimi istanti di Nicola II e della sua famiglia.
Al suo ritorno in Francia, Maurice Janin viene ricevuto a Parigi presso il Ministero degli Affari Esteri. Dopo avere preso qualche periodo di riposo, il generale Janin venne destinato ad un comando di importanza inferiore. Decorato con l'Ordine di Lāčplēsis lettone di 2ª classe, e nel 1923, con l'Ordine Militare del Leone Bianco cecoslovacco. Maurice Janin si spense a Parigi il 28 aprile 1946.

## Nella cultura di massa
- Ammiraglio (2008, Russia) film di Andrej Kravčuk con Richard Bohringer nel ruolo del generale Janin.